# Hilandar
Hilandar (grčki: Χιλανδαρίου) srpski je pravoslavni samostan na Svetoj Gori u Grčkoj. Nastao je u 10. stoljeću, kada je nazvan po svojem osnivaču iz obitelji Helandarios, nakon čega je u 12. stoljeću osnovan kao srpski.

## O samostanu
Srpski manastir su 1198. godine osnovali Sveti Sava i njegov otac Stefan Nemanja. Hilandar, u starijim spisima i Hilendar, nalazi se u sjevernom dijelu Svete gore Atos (grčki: Aγιoν Oρoς), države pravoslavnih monaha koja postoji više od tisuću godina. Sveta gora je smještena na Atosu (grčki: Aτoς), trećem kraku poluotoka Halkidici u sjevernoj Grčkoj, a manastir je od mora udaljen 2,5 kilometra. Promatran izvana manastir ima izgled srednjovjekovne utvrde sa zidinama visokim i do 30 m. Vanjski zidovi su dugački 140 m i okružuju površinu koja je široka skoro 75 m. Manastir je ovako utvrđen jer je u prošlosti, kao i ostala monaška naselja na Svetoj gori, morao odolijevati gusarima. Neki smatraju Hilandar jednim od prvih sveučilišta uopće, i prvim srpskim sveučilištem.
Manastir Hilandar su na razinu carske lavre podigli Stefan Nemanja (u monaštvu imenom Simeon) i njegov sin Sava 1198. godine, a u manastiru je 1200. godine umro Stefan Nemanja. Kralj Stefan Uroš I. je 1262. godine značajno utvrdio manastir. Hilandar je naročito pomogao kralj Milutin, koji je oko 1320. godine na mjestu stare podigao novu crkvu Uznesenja Bogorodice (Pohođenja blažene djevice Marije u Hram), koja i danas služi kao Saborna crkva. U vrijeme kralja i cara Dušana, Sveta gora je došla pod njegovu vlast, što je razdoblje najvećeg napretka manastira. U stoljećima turske vladavine, Hilandar su pomagali ruski carevi i moldavski kneževi tijekom 16. stoljeća, a srpski patrijarsi iz Peći u 17. stoljeću. Početkom 19. stoljeća stvorena je prva suvremena srpska država, pa je nastavljena bogata tradicija hilandarsko-srpskih odnosa. U novijoj povijesti manastir je značajno stradao 2004. godine u katastrofalnom požaru, a u tijeku je obnova oštećenih građevina.
Hilandar predstavlja jedno od najznačajnijih središta srpske kulture i duhovnosti. Kroz stoljeća, relativno zaštićen od napada i pljačkanja, u sigurnosti Svete gore Atos i njene autonomije, bio je pošteđen sudbine koja je pogodila skoro sve druge srpske manastire. U Hilandaru je očuvana najbogatija zbirka izvornih starih rukopisa, ikona, freski, tako da on u današnje vrijeme predstavlja najznačajniju riznicu srpske srednjovjekovne kulture općenito. 
Manastir se od 1988. godine, zajedno s ostalih devetnaest svetogorskih manastira, nalazi na UNESCO-ovom popisu svjetske baštine u sklopu spomenika srednjeg vijeka ujedinjenih pod zaštićenom cjelinom Planine Atosa.